# Limnellia
Limnellia is een vliegengeslacht uit de familie van de oevervliegen (Ephydridae).

## Soorten
- L. anderssoni Mathis, 1978
- L. anna Cresson, 1935
- L. balioptera Mathis, 1978
- L. fallax (Czerny, 1903)
- L. helmuti Hollmann-Schirrmacher & Zatwarnicki, 1995
- L. huachuca Mathis, 1978
- L. lactea Mathis, 1978
- L. lecocercus Mathis, 1978
- L. quadrata (Fallen, 1813)
- L. rainier Mathis and Zack, 1980
- L. sejuncta (Loew, 1863)
- L. stenhammari (Zetterstedt, 1846)
- L. sticta Mathis, 1978
- L. surturi Andersson, 1971
- L. turneri Mathis, 1978